# Racing de Ferrol
Racing Club de Ferrol är en spansk fotbollsklubb från Ferrol. Spelar sedan säsongen 2007/2008 i Segunda División. Hemmamatcherna spelas på Estadio de la Malata.